# Os Grandes Portugueses
Os Grandes Portugueses foi um programa televisivo da RTP1 baseado no programa de grande êxito da BBC - "100 Greatest Britons". 
O projeto foi para o ar em Outubro de 2006 e a final ocorreu no dia 25 de Março de 2007. O político António de Oliveira Salazar, Presidente do Conselho de Ministros por mais de 36 anos, foi o vencedor, com 41% dos votos.

## O projeto
Este projeto ultrapassa largamente o mundo televisivo. Cobrindo vários níveis de multimédia, o programa combina informação, biografia, documentário e entretenimento. Tudo com um grande e único objectivo, o de incentivar os portugueses a nomear o seu Grande Português.
Até à Grande Final em Março, foi possível ver programas, debates e documentários relacionados com "Os Grandes Portugueses".

### Site oficial
A RTP1 lançou um site oficial dos Grandes Portugueses. Nesse site, encontravam-se informações sobre o road-show e o programa, um fórum, os programas já transmitidos e uma Lista de biografias.

#### Lista de biografias
No site oficial dos Grandes portugueses encontrava-se uma Lista de biografias de personalidades portuguesas. Na primeira fase da votação, esta lista era considerada como uma lista de sugestões para os votantes.
Mas a polémica circundou esta Lista de Sugestões durante algum tempo porque, no lançamento da lista não se encontravam os nomes dos líderes do Estado Novo em Portugal. Porém numa segunda atualização da lista os nomes de António de Oliveira Salazar e Marcello Caetano foram postos, acabando assim a polémica.

### Road-show
O camião dos "Grandes Portugueses" esteve na estrada desde o dia 20 de Outubro de 2006. Este camião percorreu muitas escolas do país. Os alunos puderam ver um vídeo com os momentos chaves da História de Portugal, bem como uma série de computadores para os alunos visitarem o site oficial do programa. O camião esteve na estrada até Março de 2007.

### O programa
O primeiro programa dos Grandes Portugueses foi emitido em 15 de Outubro de 2006. Neste programa, Maria Elisa Domingues (apresentadora e grande impulsionadora deste projeto em Portugal) lançou aos portugueses o desafio de pensarem em que é que se baseia um "Grande Português" e qual é, para cada um, o seu maior compatriota.
Até ao final do mês de Outubro, os portugueses puderam escolher quem era o seu favorito. Podia ser um rei, um político, um cantor ou até mesmo um familiar. A RTP lançou assim o desafio e os interessados puderam votar através de telefone, via SMS ou até mesmo pela internet.

#### Debates

##### Debate de 25 de Outubro de 2006
O primeiro debate televisivo dos Grandes Portugueses foi transmitido a 25 de Outubro de 2006 no horário nobre da RTP1. O debate foi moderado pela apresentadora do programa, Maria Elisa Domingues e teve como convidados: 
- Fernando Nobre (médico e Presidente da AMI)
- Eduardo Lourenço (ensaista)
- Ricardo Araújo Pereira (humorista)
- Mário Bettencourt Resendes (jornalista)
- José Hermano Saraiva (historiador e apresentador de televisão )
- Lídia Jorge (escritora)
- Isabel Alçada (escritora)
- Pedro Pinto (jornalista desportivo)
- Joana Amaral Dias (investigadora)
- Luís Reis Torgal (professor catedrático da Universidade de Coimbra)

##### Debate de 21 de Janeiro de 2007
No dia 21 de Janeiro de 2007, em Braga, Maria Elisa moderou um debate com um painel de cerca de 8 convidados. Neste debate discutiu-se o legado histórico deixado pelos portugueses ao longo dos séculos e também algumas questões controversas do programa.

#### Documentários
Durante o meses de Janeiro e Fevereiro, os defensores de cada finalista apresentaram um documentário para ilustrarem o seu personagem e cativarem a atenção dos portugueses para as qualidades e legado desse Grande Finalista.

#### Grande final
A Grande Final foi no dia 26 de Março. Neste derradeiro programa, existiu um debate aceso entre os defensores de cada finalista. Os advogados de defesa apresentaram as suas últimas cartadas para cativar o voto dos portugueses.
No final, cerca da 1h15 da madrugada, Maria Elisa, apresentou o Grande Português de sempre.

## Os 100 Mais
Durante o fim-de-semana de 13 e 14 de Janeiro de 2007 foram anunciados os 90 melhores portugueses e os 10 finalistas.
Em duas edições (uma em Lisboa, outra no Porto), Maria Elisa Domingues, após cerca de dois meses de apuração dos votos, anunciou os 100 Mais.

### Lista dos 100 maiores portugueses
* Personalidades vivas à data do programa.